# 광주광역시기
광주광역시기는 대한민국 광주광역시를 상징하는 기이다. 현재 사용되고 있는 기는 2000년 11월 1일에 제정되었다.

## 디자인
하얀색 바탕 가운데에 광주광역시의 공식 로고가 그려져 있고 로고 하단에 "광주광역시"라는 검정색 글자가 쓰여져 있다. 기 하단에는 좌우로 길쭉하게 뻗은 남색 직각사다리꼴, 좁게 뻗은 주황색 평행사변형이 그려져 있다.
주황색 동그라미 모양을 띤 광주광역시의 공식 로고는 빛과 생명의 원천인 태양과 사람의 모습을 기본 소재로 한 것이 특징인데 동그라미 안쪽 상단에는 하얀색 작은 동그라미가 그려져 있고 그 아래에는 자유롭고 경쾌하게 뻗은 4개의 하얀색 곡선이 그려져 있다. 주황색 동그라미는 태양을 나타내며 4개의 하얀색 곡선은 사람, 빛(光)을 나타낸다. 전체적으로는 광주광역시가 가진 세계와 미래로 열린 열망·희망적인 미래·진취적인 기상, 빛을 밝히는 의향(義鄕, 의로운 고장)으로 여겨지는 광주광역시의 이미지를 나타낸다.

### 색상
| 색상    | 하양        | 주황      | 남색       | 검정      |
| ------- | ----------- | --------- | ---------- | --------- |
| CMYK    | 0–0–0–0     | 0–79–87–2 | 57–39–0–69 | 0–0–0–100 |
| RGB     | 255–255–255 | 250–52–33 | 34–48–79   | 0–0–0     |
| 웹 색상 | #FFFFFF     | #FA3421   | #22304F    | #000000   |

## 과거의 기

### 제1대 기 (1966년 ~ 1987년)

광주직할시기 (1966년 ~ 1987년 9월 29일)

광주광역시가 전라남도 광주시로 있던 1966년 1월 1일부터 1987년 9월 29일까지 사용된 광주직할시기는 하얀색 바탕 가운데에 광주직할시의 로고가 그려져 있는 기이다. 로고 가운데에는 양쪽 끝 부분이 둥글게 처리된 초록색 원형 사다리꼴이 그려져 있고 원형 사다리꼴 안쪽 하단에는 산이 그려져 있다. 원형 사다리꼴 앞 부분에는 주홍색 윤곽선을 가진 레몬색 화살촉 문양이 그려져 있고 화살촉 상단에는 빨간색 횃대 위에 타오르는 주홍색 횃불이 그려져 있다.
기에 그려진 광주직할시의 로고는 전체적으로 광주직할시의 빛(光)을 나타내고 있다. 원형 사다리꼴 바깥쪽에 나와 있는 원은 역량과 단결을, 안쪽 하단에 그려져 있는 산 그림은 호남 지방의 중심 도시인 광주직할시에 위치한 무등산을 나타낸다. 횃불은 광주직할시의 역사에 남을 광주 학생 독립 운동을, 화살촉 문양은 근대 도시로서 약진하는 광주직할시, 명랑하고 살기 좋고 인심 좋은 광주직할시를 나타낸다.
| 색상    | 하양        | 초록        | 주홍      | 빨강        | 레몬      |
| ------- | ----------- | ----------- | --------- | ----------- | --------- |
| CMYK    | 0–0–0–0     | 100–0–50–63 | 0–58–98–0 | 0–100–100–0 | 0–5–100–5 |
| RGB     | 255–255–255 | 0–94–47     | 255–106–6 | 255–0–0     | 242–231–0 |
| 웹 색상 | #FFFFFF     | #005E2F     | #FF6A06   | #FF0000     | #F2E700   |

### 제2대 기 (1988년 ~ 2000년)

광주광역시기 (1987년 9월 30일 ~ 2000년 10월 31일)

1987년 9월 30일부터 2000년 10월 31일까지 사용된 광주광역시기는 하얀색 바탕 가운데에 파란색을 띤 광주광역시의 로고가 그려져 있는 기이다. 기에 그려진 광주광역시의 로고는 광주광역시를 뜻하는 한자인 '光州'(광주)가 담고 있는 뜻을 상징하는데 광주광역시가 호남 지방의 중심 도시이자 중추 관리 기능 도시로서 갖고 있는 역량, 위대함을 가지고 약진하는 광주광역시, 밝은 사회, 모든 면에서 선두 주자 역할을 하는 새로운 광주광역시의 이미지를 나타낸다.
기에 그려진 광주광역시의 로고는 작은 직각사다리꼴 16개가 8쌍을 이루어 하나로 모인 형상을 띠고 있다. 작은 직각사다리꼴 1개는 연필을 모티브로 한 것으로 광주광역시가 예술의 도시임을 뜻한다. 작은 직각사다리꼴 2개는 펜촉을 모티브로 한 것으로 교육의 도시라고 부르는 광주광역시, 광주 학생 항일 운동을 나타낸다. 작은 직각사다리꼴 8쌍은 8개 방향에 존재하는 모든 힘이 광주광역시로 응집하는 형상, 응집된 힘이 빛고을이라고 부르는 광주광역시에서 빛으로 승화하여 전국으로 발산하는 형상을 나타낸다. 파란색은 젊음, 깨끗함, 상쾌함, 청순함, 하늘을 나타내는데 광주광역시가 푸른 도시, 밝은 도시임을 나타내는 색이기도 하다.
| 색상    | 하양        | 파랑       |
| ------- | ----------- | ---------- |
| CMYK    | 0–0–0–0     | 99–86–0–48 |
| RGB     | 255–255–255 | 1–18–132   |
| 웹 색상 | #FFFFFF     | #011284    |

## 같이 보기
- 광주광역시의 상징

## 참고자료
- 자치법규정보시스템 - 광주광역시 상징물 관리 조례